# Ocean Ave (TV-serie)
Ocean Ave, även Ocean Avenue, amerikansk-svensk dramaserie från 2002. Serien visades i Sverige på TV4. Serien följde den rika familjen Devon i USA och deras liv och om hur deras familj och vänner hade det. Serien fick mycket kritik både i Sverige och USA för att ha för många oerfarna skådespelare med. Detta gjorde att serien lades ner efter bara en säsong.

## I rollerna
- Steve DuMouchel (Martin Devon)
- Leigh Lombardi (Anne Devon) (2002)
- Jean Carol (Catherine Devon)
- Tony Templeton (Macy Devon)
- Kristy Eisenberg (Sage Devon-O'Keefe)
- Timothy Adams (Thomas "Thom" O'Keefe)
- Matthew McKerrow (Ian Blake/Cameron Ramsey)
- Megan Fox (Ione Starr)
- Rebecca Ferguson (Chrissy Eriksson)
- Marc Menard (Lucas Devon)
- Natalie Khoury (Gabriella "Gaby" Hamilton)
- Victoria Jackson (Crystal Tate)
- Petrus Antonius (Antonio "Tony" Avanti)
- Pa Neumüller (Charlotta Eriksson)
- Justin Gorence (Dr. Will O'Keefe)
- Lyn Foley (Lorraine O'Keefe, aka Teri Martin)
- Marc Macaulay (Jamie O'Keefe)
- Robert Emmett Fitzsimmons (Mike Moran) (2002–2003)
- Francisco Paz (Manny Ortega)
- Carlos Iglesias (Jimmy Ray Ortega)
- Antoni Corone (Roberto Rendon)
- Denise DeQuevedo (Elena Rendon)
- Marcus Larsson (Alex Eriksson)
- Edward Finlay (Dylan O'Keefe)
- Nicole Rawlins (Kayla McDermott) (2002–2003)
- Jessica Sutta (Jody Starr)
- Michael Sarysz (Raider Howarth)
- Candace Kroslak (Lindy Maddux)
- Gwendolyn Osborne (Jade Dominguez) (2002–2003)
- Michael Anderson (Marco Jones)
- Ken Clement (Harry Sowalski)
- Brian Baer (Davey Lapin)
- Jan Waldekranz (Stefan Eriksson) (2002)
- Jacqueline Ramel (Nora Eriksson) (2002)
- Sean Sullivan (Josh Mandell)

## Kuriosa
- Victoria Silvstedt gjorde ett inhopp under några avsnitt som en agent som blev mördad i sitt sista avsnitt.